# Калиновка (Голованевский район)
Калиновка (укр. Калинівка) — село в Надлакской сельской общине Голованевского района Кировоградской области Украины.
До 2020 года входило в Новоархангельский район
Население по переписи 2001 года составляло 37 человек. Почтовый индекс — 26154. Телефонный код — 5255. Код КОАТУУ — 3523681203.